# Cratere Nidaba
Nidaba è un cratere sulla superficie di Ganimede.